# Сергей Рубинщейн
Сергей Леонидович Рубинщейн (на руски: Сергей Леонидович Рубинштейн) е съветски психолог, член на Академията на науките на СССР от 1943 г.

## Научна дейност
Занимава се с философски и методологически проблеми на психологията. Изучава възприятията, паметта, речта и мисленето. Създава теорията за двойната детерминация на поведението – „Битие и съзнание“. Работейки в условията на идеологизираната тогава конюнктура в Съветския съюз, Рубинщайн обосновава своята теория за личността, практически изцяло от позициите на диалектическия материализъм – господстващата в онази епоха доктрина, създадена от К. Маркс и В.И.Ленин.